# دهستان باغ کشمیر
باغ کشمیر ، دهستانی از توابع بخش مرکزی شهرستان صالح‌آباد در استان خراسان رضوی ایران است.

## جاذبه های طبیعی و گردشگری
جاذبه های طبیعی و گردشگری آن شامل: جنگل نیل زار، کوه درازآب، گردنه سنجدک، پیروحش، جنگل پسته آزادده، سد کالکراب، سد فالیزک، سد ممیزاب، سد شاه توت،‌جنگل باغکشمیر، کوه های باغکشمیر، منطقه شوراب درخت بید، منطقه حفاظت شده باغکشمیر و چشمه زرد می باشد.

## جمعیت
این دهستان بر اساس سرشماری سال ۱۳۸۵ جمعیت آن ۱۱۰۵۰‌ نفر (۲۲۸۰ خانوار) بوده‌است.